# 仁宣之治
仁宣之治，是明仁宗朱高炽和明宣宗朱瞻基采取了內閣大學士楊士奇、楊溥、楊榮（三楊）、夏原吉、蹇义的宽松治国和息兵养民的政策，使他们在位的十一年期间（1424年至1435年）成为明代历史上的三大盛世之一。
在明成祖朱棣駕崩後，太子朱高熾即帝位，是為仁宗，改元洪熙。仁宗時“停罷採買，平反冤濫，貢賦各隨物資產，陂池與民同利”，他赦免了惠宗時的舊臣和成祖時遭連坐流放邊境的官員家屬。洪熙一朝僅短短一年，仁宗即因病駕崩，其太子朱瞻基即位，是為宣宗，改元宣德。宣宗御駕親征，平定漢王朱高煦叛亂，安撫趙王朱高燧，穩定了國內形勢。
清修《明史》稱仁宣之治為：“官吏稱職，政治清平，綱紀嚴明，倉庫常滿，百姓安居樂業，遇災多救不為害。此治理是明朝開國六十年后遇到的盛世，民氣得以漸漸舒展，整個王朝也有蒸蒸日上治平的氣象了。”學者谷應泰亦將仁宣之治與周朝的“成康之治”、漢朝的“文景之治”相提並論。

## 治理

### 永樂二十二年（1424年）

#### 七月

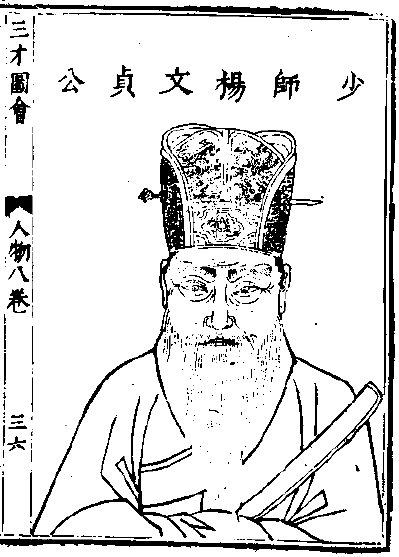
楊士奇

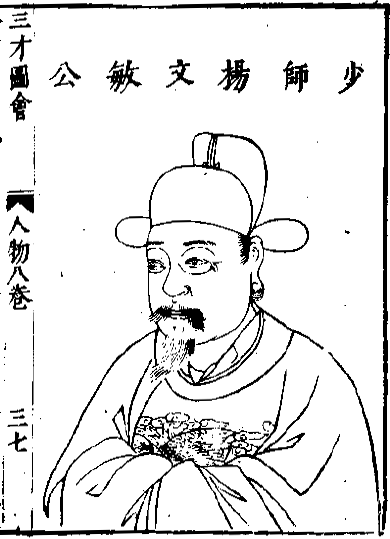
楊榮

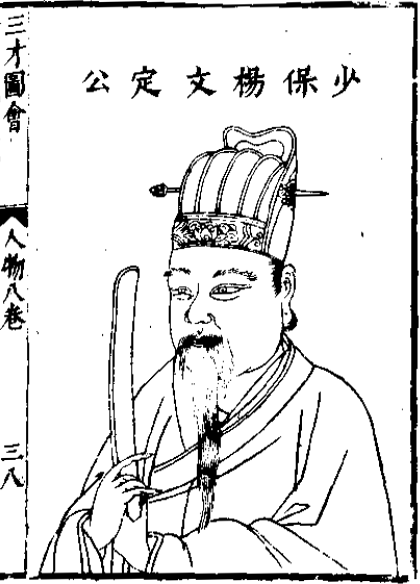
楊溥

永乐二十二年（1424年）七月，明成祖朱棣在北征抵達榆木川后去世。眾人倉猝之中不知所措。大學士楊榮稱：“大軍還離京師尚遠，不宜發喪，所至宜上食如常儀。”并派遣部隊率先報告，尚在監國的太子朱高熾派遣皇太孫朱瞻基往迎梓宮。當時部隊都隨征戰，城中空虛，浮議藉多，都擔心漢王謀反。臨行前，朱瞻基啟奏稱：“外出應當有封章，非印識無以防偽。”朱高熾稱是，但來不及新製。楊士奇稱：“殿下還沒有公佈去世，有事情仍應當用常用之寶。其東宮小圖書，可暫時借用。這只是一時權宜之計，歸還后再還給就是。”朱高熾隨即取出并交付給朱瞻基，稱：“有事情的話就用此封相識，不久就當歸你了，你可以自己留著了。” 朱瞻基走後，朱高熾對楊士奇稱：“以前父親遠行時，儲位久而未定，讒言議論喧騰。現在已經交付了，那讒言議論又何去何從了！”

#### 八月
同年八月，皇太子朱高熾即位，大赦天下，為明仁宗。楊士奇草擬詔書，包括鄭和下西洋、雲南取寶石、交趾採金珠、撒馬兒等處取馬，並採辦、燒鑄進供等事，均悉數停罷。尚在獄中的戶部尚書夏原吉、刑部尚書吳中、侍郎楊勉、右春坊大學士黃淮、洗馬楊溥、正字金問等均釋放并恢復原職。命大學士楊榮為太常寺卿，金幼孜為戶部侍郎仍兼前職，左春坊大學士楊士奇為禮部右侍郎兼華蓋殿大學士，黃淮為通政使兼武英殿大學士。楊榮、金幼孜、楊士奇、黃淮俱掌內制進入內閣，擔任顧問，不預所升職務。洗馬楊溥為翰林學士，正字金問為翰林院修撰。
仁宗命惜薪司減少徵收一半的棗量。一開始是楊士奇聽說惜薪司奏准依往年常例，徵收北京、山東的貢棗八十萬斤，作為宮禁香炭之用，因而再次入奏。當時蹇義、夏原吉奏事未退，仁宗見楊士奇，對蹇義等曰：“新任華蓋學士來奏事，必有道理，不妨一同聽聽。”楊士奇於是上奏，稱“詔書才下兩日，現在聽聞惜薪司傳旨，賦棗八十萬斤，難道不會過多么？雖說是每年慣常的數量，但是詔書所減除者，也都是每年慣常的數量啊。”仁宗喜悅道：“我就知道學士要說的會有一番道理。幾天來宮中事情多又雜，這是匆忙中回應的，沒有好好想過。”於是下令減免一半。隨後對三人稱：“你們三人都是我所倚重的大臣，應當把話說透徹，糾正我沒有想到的地方。” 之後命吏部裁汰冗官。

#### 九月
九月，仁宗念及山林川澤應該給予百姓民用，於是下命自居庸關以東，與天壽山相接之地，禁止官方樵採，其餘俱弛還實行。河南的黃河出現溢口，仁宗命右都御史王彰趕往撫恤軍民，免去今年糧稅。工部上奏修理軍器，請在民間徵用布漆，仁宗命給予鈔金在集市上購買，并禁止以後強行徵用民財。
禮部尚書呂震請求繼位的仁宗穿著吉服，沒有得到批准。當時，明成祖朱棣去世已經二十七日，呂震請求按照明太祖仿漢制，易著吉服，仁宗沒有回答。呂震退朝后向群臣說話，令大家釋喪服。楊士奇對呂震說：“洪武年間明太祖有遺詔，現在仍然未可援以為例。況且仁孝皇后去世時，明太宗（朱棣）仍然在衰服后，穿著素衣冠絰多日。現在怎麼可以立即改為吉服呢？明晨，君臣仍然應該穿白衣冠黑角帶。”於是上奏，仁宗亦未答覆。此日上朝，仁宗仍然穿著素冠麻衣麻絰。文臣中只有學士楊士奇，武臣中只有英國公張輔仍然穿素服。仁宗歎道：“張輔是武臣都知禮儀，而六卿卻反而不如，楊士奇所稱是正確的。”
靈壁縣丞田誠為州判官，仍然佐靈壁縣事。其居官廉能，撫字九年，考滿，父老詣闕請留用，仁宗遂批准。當時長沙府有民自宮，請求擔任內侍，仁宗認為其游惰不孝，發為卒戍邊。任太常寺卿周訥為交趾昇華府知府，周訥在永樂年間為祠祭司郎中，請封禪，朱棣不聽，周訥後因方賓舉薦得入職太常寺。仁宗稱：“諛佞之人，宜置遠徼，不可以玷朝行。”，遂將周訥遠派交趾。
治水左通政樂福上奏蘇州府、松州府、常州府、杭州府、嘉興府、湖州府發水災，請減免來年徵徵，仁宗命以鈔布代輸。直隸廣宗縣有水患，仁宗命賑災。并命兵部尚書李慶將太僕寺馬分給諸衛所，及沿邊戍卒牧養，以減少民力，避免荒廢耕桑。
仁宗賜蹇義、楊士奇、楊榮、金幼孜「繩愆糾謬」圖書。

#### 十月
同年十月，革除戶部及南京戶部行用庫，當初建造此庫的原因是專門負責收集市民間金銀，至此罷革。此後，仁宗賜衍聖公孔彥縉宅。當時孔彥縉來朝，住在民館中。仁宗聽聞后，對大臣稱：“其他四方來朝的使者入京，都有公館招待。而先聖的子孫卻住在民家，這如何是崇儒重道啊。”於是命工部賜宅。
山東登萊等地又水災，命免除積欠的租稅。蘇州、徐州有水災，免除今年稅收。浙江於潛、樂清有饑荒，命發倉賑災。大理寺卿虞謙上言七事，包括慎用人、興學校、端風憲、廣儲蓄、惜民力、通貨財、治姦宄等，均得到仁宗採納并命實行。
大理寺奏決囚，仁宗命大學士參與審查，召楊士奇等諭以欽恤至意。后命翰林院嚴格考察每年貢生。仁宗對楊士奇稱：“百姓不蒙福的原因是因為守令欺壓百姓；守令欺壓百姓，是因為學校失教。所以應當嚴格審查考試。五經四書中的道義，并不在文辭的工拙上，而是要取其明理者。人材難得，在數百人中得一人即可。蓋取須嚴格，則不學無術的人不敢有萌發僥倖的期望。”

#### 十一月
十一月，仁宗寬宥建文一朝諸臣家屬。仁宗對廷臣說：“方孝孺之類的人都是忠臣。”於是均釋放。改大理寺卿楊時習擔任交趾按察使，再命虞謙為大理卿。當時，虞謙上奏事情，侍臣稱其應當密奏，而不應當在朝廷中沽名釣譽。又稱其屬官楊時習曾經勸其密奏，而虞謙沒有採納。於是仁宗降虞謙而升楊時習。此後，楊士奇從容稱道：“虞謙經歷三朝，為大臣體，現在所犯的錯極小。”仁宗稱：“我也後悔了，但楊時習為人如何？”楊士奇答道：“雖然從吏部起家，但明法律，為人公正廉潔。”仁宗大喜而稱：“我自有處斷。”於是有此命。
召太監馬騏還京。馬騏歸還后不久，矯旨下內閣書敕，再次去往交趾辦金珠。內閣再次請求，仁宗正色道：“朕安得有此言！騏在交趾，荼毒軍民，卿等獨不聞乎？自騏召還，交人如解倒懸，豈可再遣。”然而卻也不誅殺馬騏。
之後，仁宗派遣監察御史分巡天下，考察官吏。
晋升戶部尚書郭資為太子太師，命其致仕。蹇義、夏原吉言其偏執妨事，且多病。仁宗諮詢楊士奇，楊對答道：“資強毅能守廉，人不得乾以私。但性偏執，甚至沮格恩澤，不得下究。”仁宗繼續追問原因，楊士奇對答道：“詔書數下蠲免災傷租稅。不聽開除，必令有司依額徵納，此其過之大者。”於是仁宗下此致仕之命。
仁宗賜戶部尚書夏原吉「繩愆糾謬」圖書。并叮囑其道衛所屯田軍士不能擅役妨其農務：“古者寓兵於農，民無轉輸之勞，而兵食足。後世莫善於漢之屯田。先帝立屯種法甚善，但所司數以征傜擾之。自今天下衛所屯田軍士，毋擅役妨其農務，違者治之。”
命都察院捕治湖廣副使舒仲成，后因楊士奇進言而作罷。仁宗此前擔任太子監國期間，舒仲成為御史，經常奉旨處理木植歲課弊病，但忤旨。至此，因吏部奏此人其他事情后，仁宗命逮捕。楊士奇上疏稱：“向來小臣得罪者眾，陛下即位以來，皆已寬恕，現在卻再追理此前事，則詔書就不能可信了。漢景帝擔任太子時，召衛綰，衛綰稱疾不赴，即位，仍然進用衛綰，此前歷史都稱其為美事。”仁宗看後大喜，隨後下旨罷舒仲成，而降璽書褒獎楊士奇，并賜鈔幣，面諭道：“卿盡心如此，朕復何憂。” 此後，仁宗嘉獎群臣能言，對楊士奇稱：「朕嘗處事有過，退朝思之，方自悔，而廷臣已有言者，甚愜朕意。」楊士奇對曰：「宋臣富弼有言，願不以同異為喜怒，不以喜怒為用舍。」仁宗答道：「然。《書》云：『有言逆於汝心，必求諸道。』群臣所言，有拂意者，朕退必自思。或朕實有失，亦未嘗不悔。」士奇稱：「成湯改過不吝，所以為聖人。」上曰：「朕有不善，患未知耳。知之，不難於改。」

#### 十二月
十二月，仁宗諭吏部慎重選用老師儒士。命吏部、兵部書各都司、布政司、按察司官姓名於奉天門內西序。仁宗對蹇義等說：“地方官員是否賢德，與軍民休戚息息相關。過去唐太宗在屏間書寫各刺史名字，善政，則各疏於下。我父親亦曾經在武英殿寫朝廷內外官員的名字，時時觀看。現在五軍都督府、六部的官員，我每天早晚接見，詢問考察其是否有賢才。而在外的司官，既久不能不忘。臣屬如果有善德但皇帝卻忘掉，誰又肯自勉；有不善的人而皇帝忘記了，誰又肯再自戒。所以吏部、兵部具各司官姓名，寫在西序上，我將考察其行事而選擇罷黜提升。”
仁宗罷去海子、西湖巡視官。仁宗對蹇義稱：“朕之心，苟可推以利民，雖府庫之儲不吝，況山澤之利哉！！”并命戶部，如果受災的地方，則派遣人員馳諭各郡縣，停免催徵糧稅。命刑部、都察院、通政司，從今朝廷內外官員貪污受賄的，均記錄姓名入檔案，以便稽查審閱。

### 洪熙元年（1425年）

#### 正月
洪熙元年（1425年）正月壬申，發生日食，仁宗上御奉天殿，朝見群臣，命禮部、鴻臚寺不作樂。當時，禮部尚書呂震請求宜受賀作樂如朝儀，仁宗不予聽從。呂震堅持請求，大學士楊士奇、楊榮、黃淮、金幼孜皆贊同仁宗主張。呂震稱：“四方萬國之人，遠朝新主，皆欲一觀天顏，固聖孝誠至，亦宜勉徇下情。”仁宗對楊士奇等稱：“禮儀超過其要求了。”楊士奇稱：“誠如聖諭，就算是要俯徇輿情，也不應備禮。”仁宗贊同。此日召楊士奇等稱：“為君以受直言為明，為臣以能直言為忠。如昨日朝會從震言，今悔何及。自今起如果我言行不當，但求直言，不要擔心我不聽從。”并賜鈔文幣。
南京龍山產靈芝，禮部尚書呂震請賀，沒有得到批准。當時在思善門建造弘文閣，命翰林學士楊溥掌閣事。仁宗親舉印授與楊溥道：“我命你等於左右，並非只是幫助學問，還欲廣知民間事情。如果有進言，封識上奏。”此後大祀天地於南郊。頒詔天下，罷免山場、園林、湖池、坑冶等管制，任由百姓採取，悉照洪武年間舊例辦納。罷免給予朝覲官孳牧馬。當時籓司守令進朝，尚書李慶建議發軍伍余馬給有關部門，然後每年課徵馬駒。楊士奇反對道：“朝廷選拔賢能授官，卻用來牧馬，這是重視牲畜而輕視士族，怎麼能夠示于後人？”仁宗則批准李慶建議，當時朝廷寂然。楊士奇再次上言力勸，仍不批准。隨後，皇帝駕臨思善門后，召見楊士奇說：“我怎麼會真這樣呢？只是聽聞呂震、李慶等人不喜歡你，我擔心你被孤立會被他們中傷，所以不欲因為你的話而罷此事。現在我找到方法了。”於是拿出陝西按察使陳智稱“養馬不便”的上疏，命其草敕執行。楊士奇隨後頓首稱謝，并稱：“陛下知臣，臣不孤矣。”仁宗對楊士奇說：“以後若有不便，可以密奏我。李慶、呂震之輩不識大體，不足語也。”

#### 二月
同年二月，舞陽、清河、睢寧發生饑荒，仁宗命發本縣倉粟賑災。大理寺少卿戈謙言事過激，呂震等交奏其沽名，仁宗對此頗為厭惡。楊士奇以主聖臣直之道，從容進言：“戈謙雖然不能識大體，卻是亦感恩圖報啊。”仁宗於是免戈謙朝參而視事如故。楊士奇再次進言道：“四方入朝的大臣都在，怎麼都能全部知道戈謙的過錯。如果傳到外面，都會說朝廷不能容下直言。”仁宗惕然道：“這是呂震誤我。我並非厭惡言事，戈謙只是言自有過。你可以說朕言給眾人。”楊士奇說：“這並非臣下能能諭，當以璽書開喻。”仁宗於是命楊士奇起草敕書引過，仍然待戈謙如初，命百官不要因戈謙為戒。之後召戈謙為副都御史，當時朝廷中官在四川採木有擾民的，仁宗召戈謙調查，并稱：“你素有清直之名，現在為我去治理此事，不要擔心畏懼。”

#### 三月
同年三月，仁宗對三法司說，自今誹謗者均不要治罪。樂亭、連城、萊蕪、蓬萊、黃巖發生饑荒，命發本縣倉賑災。

#### 四月
四月，仁宗下詔免山東、淮安、徐州今年夏稅一半。并停止一切官買物料。當時有從南京來的人，稱於徐、淮、山東民多乏食，而有關部門仍然催稅課。仁宗問蹇義，蹇義如實對答。仁宗遂命楊士奇起草詔書免稅體恤。楊士奇稱：“不可不讓戶部和工部官員參與得知。”仁宗稱：“此事姑且從慢，現在救民如拯救溺水之人，不可以徐緩。如果與兩部官員商談，他們擔憂國庫不足，必定會持之無法決意。”於是命中官給筆札，楊士奇就在西角門草擬詔書。仁宗審查后，就派官員頒佈。官員聽聞后稱應當賑災有分別，不應當濫施恩澤。仁宗稱：“體恤百姓寧可過厚。我身為天下之主，怎麼可以和百姓爭奪錙銖之利！”大名府有饑荒，仁宗命發長垣倉粟賑災。河南鎮、汝、鈞、許四州，延津、襄城等二十二縣，及山東昌邑，直隸邢臺等縣有饑荒，仁宗亦命所在發倉粟賑災。
當時有大臣上書歌頌太平盛世，獨楊士奇稱：“陛下雖然澤被天下，但是靖難所牽連的流徙尚未歸鄉，戰爭所導致的瘡痍尚未恢復，百姓仍然為温饱擔憂。應當继续休息生息數年，太平盛世才可期至。”仁宗表示贊同，并称：“我給你‘繩愆糾謬’銀章，但只有楊士奇曾經五次上書，你們等人均無一言。果真朝廷政事毫無錯誤？天下太平了么？”群臣聽後慚愧道歉。
太常寺卿兼學士楊溥上言祭祀用的犧牲不足，請求派遣官員購買。仁宗稱：“愛人而後可以事神，其令有司監市，毋擾民。”

#### 五月
五月，仁宗諭令吏部慎選御史，以清風紀，咨訪可任都御史的人。仁宗稱：“都御史，是十三道御史的代表。都御史清廉，御史雖然沒有才能，也知畏憚。現在不才者不再畏憚了。”當時左都御史劉觀有貪名。同月仁宗駕崩。

#### 六月
六月，皇太子朱瞻基即位，為明宣宗。
宣宗罷浙江布政司參議王和、袁昱、陝西按察司僉事韓善為民。三人因受賄而貶后遇赦，吏部上奏擬定歸還原職，宣宗稱：“士大夫當務廉恥，三人皆貪污，豈可復任方面。”河南新安知縣陶鎔上奏民饑，借驛糧千石賑救災，秋成后償還。宣宗對夏原吉稱：“有些官吏拘于文法，饑荒必須申報后才賑濟，而百姓餓死已經很多了。陶鎔能夠先給予賑災后上報，是稱任使，不要指責其端擅。”
宣宗定會試分南、北捲取士例。當時仁宗曾與侍臣談論科舉利弊。楊士奇稱：“科舉當兼取南北學士。”仁宗稱：“北方人學問遠不如南方。”楊士奇稱：“長才大器，俱出北方，南人雖有才華，多輕浮。”仁宗問方略，楊士奇稱：“試卷例緘其姓名，請於外書《南》、《北》二字，如當取百人，則南六十，北四十，南北人才，皆入彀矣。”仁宗表示贊同，稱：“往年北士無入格者，故怠惰成風。今如是，則北方學者亦感奮興起。”此後命與禮部議聞，未上而仁宗駕崩。宣宗即位后，遂與實行。此後定南、北、中卷。北卷則包括北直隸、山東、河南、山西、陝西，中卷則四川、廣西、雲南、貴州及鳳陽府、廬州府，徐州、滁州、和州，其餘皆為南卷。

#### 十月
十月，思州府通判檀凱九載考滿，其民詣闕乞留，宣宗令予正五品俸優旨。

#### 十一月
十一月，工部尚書吳中稱，製造御用器物不足，請買於民間。宣宗表示：“漢文帝服御帷帳沒有文繡，史稱其恭儉愛民。我當以儉約為表率。” 下令停止採購。

### 宣德元年（1426年）
宣德元年（1426年）二月，禮部呈上《籍田儀注》，宣宗觀閱后，對侍臣說：“先王制籍田，率天下務農，天子公卿躬秉耒耜，貴有實心耳。不然，三推五推，何益於事！”侍臣頓首道：“先王制禮有本有文，陛下言及此，蒼生之福也。”
同年四月，戶部奏青州借官糧賑災饑荒，乞求再次勘查，然後給予。宣宗稱：“民饑無食，當如拯溺救焚，即命就便分給。”
五月，論三法司審錄繫囚，務在平恕。宣宗抵達左順門，諭廷臣遵守皇祖舊典，并稱：“皇太祖肇建國家，皇祖考相承，謀慮深遠。子孫遵而行之，猶恐未至。世之作聰明，亂舊章，馴至敗亡，往事多有可鑒。古人云：『商周子孫，能守先王之法。』至今存可也。”
同年七月，命六科給事中，凡內官傳旨，皆須再次上奏，然後執行。朵顏衛朝貢不至，遼東總兵武進伯朱榮請求攻擊。宣宗稱：「馭夷之道，毋令擾邊而已。」沒有批准。
八月，漢王朱高煦謀反，宣宗親征，朱高煦投降。尚書陳山請移師彰德襲趙王朱高燧，楊士奇力勸阻止。
十月，恢復李時勉原職，仍然擔任翰林侍讀。此前洪熙年間，李時勉因言事過激，招致仁宗大怒，命武士撲以金瓜，斷脅不死下獄。之後宣宗審訊釋放了他，隨後再次召入翰林院。

### 宣德二年（1427年）
宣德二年（1427年）二月，宣宗在文華殿，賜輔臣蹇義、夏原吉、楊士奇、楊榮、胡濙范銀圖書。蹇義的是「忠厚寬弘」，夏原吉的是「含弘貞靖」，楊士奇的是「清方貞靖」，楊榮的是「方正剛直」，胡濙的是「清和恭靖」。宣宗在左順門，對夏原吉等人說：“讒慝小人，直能變白為黑。聽其言若忠，究其心則險。汲黯正直，奸邪寢謀，卿等所宜法也。”夏元吉等人頓首受命。
八月，禁止有關部門阻擋詔令。
九月，宣宗命浙江按察使林碩恢復職位。林碩對當地違法官員懲罰，中官裴可立督事浙江，誣陷以其阻擋詔令。宣宗遣人逮捕林碩至朝，親自詢問：「爾毋怖，但盡實對。」林碩叩頭具言事實，宣宗立命馳驛恢復原職，而降敕切責裴可立。
十月，宣宗在文華殿，儒臣講《易觀大象》。當時明朝征討交趾屢次失利，宣宗密問英國公張輔，張輔請繼續增兵進攻。楊士奇、楊榮等力勸放棄交趾，宣宗遂聽從兩人主張，并赦免交趾罪。

### 宣德三年（1428年）
宣德三年，宣宗廢皇后胡氏，立孫氏為皇后。
宣宗抵達文華殿，對侍臣討論治民之策，并反對肉刑。
三月，召蹇義、夏原吉、楊士奇、楊榮等十有八人游萬歲山。工部侍郎李新自河南還，稱山西有十餘萬飢民。宣宗對夏原吉稱要救民，并下令賑災山西河南，并禁止驅逐。
四月，吏部尚書蹇義請裁朝廷內外冗員，宣宗批准。寧王朱權乞求賜南昌土田，宣宗反對王者奪田。
五月，巡撫大理卿胡槩請增設杭、嘉、湖管糧布政司官一員，宣宗沒有批准，并說：“糧稅自有常賦，朕方裁抑冗濫。古語：‘省事不如省官。’”
六月，降左都御史劉觀，以通政使顧佐為左都御史。宣宗曾罷朝時問貪污賄賂之事。楊榮稱劉觀為最貪，之後楊士奇與楊榮舉薦顧佐取代。劉觀后下獄。工部尚書吳中曾經以官木磚瓦私遺太監楊慶作私第，宣宗在皇城遙望見，問左右，最後得其事實，吳中下獄，之後釋放。
七月，召蹇義、夏原吉、楊士奇、楊榮游東苑，在東廡賜宴。并訓誡官署避免百姓流離失所。
八月，宣宗在文華殿，與侍臣論歷代戶口盛衰，並稱戶口之盛衰，足以見國家之治忽。其盛也本於休養生息，其衰也必有土木兵戈。
同月宣宗車駕巡邊，發自京師，英國公張輔、陽武侯薛祿帥師跟從。部隊駐紮在蹕虹橋，宣宗對諸位將領說：“我深居九重，豈不自逸，但朝夕思念保民，故有此行。今渡河道路所經，皆水潦之後，秋田無獲，朕甚憫焉。其將士有擾民者，殺無赦！”
九月，抵達蹕薊州，對州官諭道：“這是漢朝的漁陽郡。當年張堪為官，民間有樂不可支之謠，你們這些官員應當以此勉勵。”又進耆老諭道：“今年秋收后，沒有其他事情，應當善訓厲子孫，務禮義廉恥，毋安溫飽自棄。”

### 宣德四年（1429年）
宣德四年正月，宣宗入齋宮，召大學士楊溥諭道：“我每次念及創業艰難，守成不易，夙夜惓惓。今幸百姓稍安，顧禍亂生於不虞。近來群臣喜好進上諛辭，令人厭聞，您應當勉勵輔佐我。”楊溥頓首謝：“臣不敢忘報。”宣宗稱：“請直箴我的過錯，這樣的報恩更好。”楊溥又頓首謝道：“直言求之非難，受之為難。”宣宗贊同。
二月，南京守備襄城伯李隆獻兩只騶虞，出自滁州來安縣石固山，禮部尚書吳濙請上表賀。宣宗稱：“我嗣位四年，民生未能得所，騶虞之祥，於德弗類。”沒有批准。
四月，宣宗入便殿，問侍臣：“漢、唐諸君在位孰久？”對道：“漢武帝與唐玄宗。”宣宗稱：“漢武帝好大喜功，海內虛耗，末年能懲其前過。玄宗初政，有貞觀之風，久而縱欲，遂致禍亂。武帝猶為彼善於此。”又稱：“武帝以田千秋為賢，玄宗以李林甫為賢，此治亂所由異也。”
工部尚書吳中言：“山西圓果寺，為國釐祝之所。現在舊塔損壞，乞求役民修建”。宣宗稱：“你欲藉此求福么？我認為以安民為福。”沒有批准。
五月，諭六部、都察院戒濫差擾民，巡按御史及按察使不察舉者同罪。命工部尚書吳中申飭郡縣，務及時修築陂池堤堰，慢令者加罪。
六月，裁湖廣採辦竹木。此前，宣宗命侍郎黃宗載前往湖湘采宮殿大材。之後宣宗聽聞湖廣有災難，有感於百姓疾苦而裁減採辦。
七月，戶部上戶口登耗之數，宣宗稱：“隋文帝戶口繁殖，自漢以來，皆莫能及。議者以當時必有良法，享國不永，故無傳焉。此未必然。夫法存乎人，理財國之大務，漢、唐初政，立法未嘗不善，而子孫力役繁興，費用無度，天下不能不凋弊。隋文克勤克儉，足致富庶，豈徒以其法哉。秦法多非先王之制，後世猶有存 者，亦未嘗計其享國長短也。大抵人君恭儉，則生齒日繁，財賦自然充足。”
廣東海陽縣進兩隻白烏，胡濙請率群臣上表賀。沒有批准。此後宣宗謫御史沈潤戍遼東，沈潤此前受賄后被發覺。宣宗稱：“御史是朝廷的耳目，受重賄賂縱死罪。”當時事情發生在大赦前，於是特命其謫戍。
九月，宣宗命戶部申明栽種桑棗舊令。自洪武年來，栽種之令，多廢而不講。宣宗命其務求成效。
十月，宣宗入文淵閣，命增直字，設飲饌器用。大學士楊士奇等上表感謝。宣宗降璽書，賜詩褒答。遂改大學士張瑛為南京禮部尚書，陳山專授太監史書。宣宗曾在左順門看到陳山，對楊士奇說：“陳山人如何？”楊士奇頓首道：“皇上有問，為臣不敢不盡誠以對答。陳山雖然侍奉陛下很久，但此人寡學多欲，而昧大體，非君子也。”宣宗稱是，并說：“趙王的事情幾乎被其所耽誤。現在聽聞其在各部門徵求不厭，不應當讓其在內閣中。”數日后，遂下此命。兩人俱為東宮舊臣，朝廷官員皆多上疏稱其為明智決斷。
十一月，有奸吏摘出左都御史顧佐過失，稱其受皂隸賄賂放歸，并在通政司上訴。宣宗密問楊士奇道：“你不是舉薦顧佐清廉么？”楊士奇答道：“此所訴之事，是有此事。朝廷月俸，止給米一石，薪炭、馬芻，咸資於皂，不得不遣半歸，使備所用。而皂亦皆樂得歸耕，實為官皂兩便。此京師臣僚皆然，臣亦不免。仁宗皇帝知道后，增加朝臣俸祿，就是這個原因。”宣宗說：“朝廷官員的確很艱苦”。於是怒斥上訴者，欲加罪。楊士奇說：“這只是小事，不足以讓聖上生氣。只要給顧佐去處理，恩法并行就好。”楊士奇退下后，宣宗將此訴狀交給顧佐處理。顧佐頓首退下，召官吏看。官吏恐懼請死，顧佐說：“你只要改行為善。”竟然不治罪。宣宗聽後大喜，稱：“顧佐做事得大體。”當時又有囚誣告顧佐枉法，宣宗大怒，召見楊士奇、楊榮稱：“此必定是有重囚教給他誣陷顧佐的。”於是命三法司調查。后得千戶臧清，曾殺無罪三人，當死，教給他人誣告之策。宣宗稱：“不誅殺此人，顧佐何以行事！”於是命立即磔殺臧清于集市。

### 宣德五年（1430年）
宣德五年正月，吏部奏選官。宣宗称：“减省官员数量，是安民之道。唐虞时期建官只有一百余人，夏商时期增加一倍，秦汉之后，增加官員又有何益處啊？”侍臣對答道：“時代不同了。”宣宗說：“唐虞時期，事情簡單民風淳樸，不可相比。唐太宗定朝廷內外官員七百三十人，現在離當時不遠，亦可為法。”侍臣說：“這樣君上心清，而事情自然簡化；事簡則官員可省去很多；官員減少則百姓安居了。如果政務龐雜，小人得以晋升，則官員冗食者就多了。”宣宗聽後嘉獎接納了。
二月，宣宗入齋宮，召大學士楊士奇議寬恤之策。楊士奇首先以減免田租進言，此後提及寬馬畜、免薪芻、蠲採買、恤刑獄、核工匠、清糧運數事。宣宗採取并下詔，百姓為之大喜。
三月，宣宗奉皇太后謁陵，命召張輔、蹇義、楊士奇、楊榮、金幼孜、楊溥六臣。太后稱：“你們這些先朝舊臣，要勤勉輔佐嗣君。”太后退後對宣宗說：“先帝在宮中時，曾經討論諸臣優劣。張輔為武臣，通曉大義，厚重小心，但多思少斷。楊少奇能夠持正，不避忤意，每議事，先帝屢次不樂，但最後竟然聽從楊士奇言。”宣宗歸還京師時，道路上遇到耕田者，於是帶領數騎兵視察。宣宗下馬從容詢問農建事，拿起農具勞作。耕田者最初不知道是皇帝，太監告訴他，於是大驚急忙下拜。宣宗對侍臣說：“我只是舉起農具三次，已經不勝疲勞，況且尋常事情呢！人們都說勞苦莫過於農作，現在相信了。”於是命耕者隨至營，每人賜鈔六十錠。已而道路所經過農家，均悉賜鈔。回到京師后，宣宗作《耕夫記》以示蹇義、楊士奇等。
四月，江西、淮安出現饑荒，吉水有百姓胡有初、山陽民羅振出穀千餘石賑濟。宣宗命行人齎璽書旌為義民。工部尚書黃福請求：“濟寧以北，衛輝、真定以南，近河之地，役軍民十萬人，屯田積穀，以減省漕運糧粟。”后此議下戶部、兵部商議。戶部尚書郭資、兵部尚書張本均稱：“屯田方便。鳳陽、淮安以北，及山東、河南、北直隸近河二百里內通舟楫處，選擇荒閒地，以五萬頃為基本，發附近軍民五萬人耕種，官方給予牛器。但是山東多年饑荒旱災，流徙初復，宜遣官行視，以示開墾。”宣宗聽從，并派遣郎中趙新等經理，而以黃福總負責。之後有言道：“軍民各有常業，恐分屯滋勞擾。”竟然沒有成行。
五月，宣宗認為除郡守由資格，多不稱任。命各部、院大臣各舉薦擢用人才。楊士奇舉薦禮部郎中況鍾擔任蘇州府知府，顧佐舉薦御史何文淵擔任溫州府知府，皆有善政，而況鍾在吏員中尤其有聲望。
豹房勇士奏與民分居，宣宗反對并命杖刑，以示警。并召六科給事中說：“這類人敢犯法，是因為恃太監們為他們救解。自今天起，太監傳朕言釋有罪人，必須覆奏。”
六月，宣宗抵達文華殿，召楊士奇，屏退左右稱：“張瑛嘗言：‘楊榮畜馬甚富。’現在察看后，均是邊疆大臣給楊榮送禮，楊榮大負我。”楊士奇說：“楊榮屢次跟從文皇（朱棣）北征，負責管理兵馬，所以因此能夠接近諸位將領。現在內閣大臣中知邊疆將領有才否、邊疆要塞險易遠近以及寇情順逆等，我等人都遠遠不如楊榮。”宣宗大笑道：“我最初即位時，楊榮屢次說你壞話，如果不是蹇義、夏元吉，你早就不再內閣了。你爲什麽仍然要替楊榮說話？”楊士奇頓首道：“希望陛下能夠以容我一樣容下楊榮，使其改過。”
七月，宣宗諭吏部甄別郡縣守令。
八月，出現日食，陰雨不見。禮部尚書胡濙請率群臣賀。宣宗稱：“日食是天有大變之象。陰雨不見，難道不是我昧於省過而然！古人稱‘京師不見，四方必有見者。’所以不必進賀。”
宣宗與大學士楊溥論人才，楊溥說：“嚴格舉薦，精于考課，不患不得。”宣宗稱：“此恐非探本之論。如果不素教預養，則人才已壞，猶濁其源而求其流之清也。”楊溥頓首稱善。
九月，初設巡撫一職。
十月，宣宗車駕巡近郊，駐蹕雷家站，召楊士奇、楊榮、金幼孜、楊溥問曰：“唐太宗過此，非征遼時乎？”群臣稱是。宣宗表示：“唐太宗恃其英武而勤遠略，此行所喪不少，帝王之鑒戒也。”此後廣平、大名水災，宣宗命免除其租。

### 宣德六年（1431年）
宣德六年（1431年）二月，逮捕江西巡按御史陳祚下錦衣衛獄。陳祚上疏勸上務帝王實學，退朝之暇，命儒臣講說真德秀《大學衍義》一書。宣宗讀後大怒道：“我不讀書，《大學》且不識，豈敢當天下之主！”於是命緹騎逮至京，並其家下錦衣獄，禁錮五年。宣宗以博綜經史自負，陳祚之措詞，好似宣宗從未有過學問，所以宣宗怒不可解。
宣宗敕賜少師蹇義、少傅楊士奇、楊榮等御制《招隱歌》及《喜雨詩》。令北直隸地方，依照洪武年間山東、河南事例，民間如果有新開荒田，不問多寡，永不徵收糧稅。
同年七月，宣宗訪問楊士奇住所。當時宣宗頗愛微服訪問，夜半，四個騎兵跟從后抵達楊士奇。當時剛出迎，宣宗已經入門，站在庭中。楊士奇悚懼，俯伏地下稱：“陛下怎麼以宗廟社稷之身自輕呢？”宣宗笑道：“我很想見你聊天，所以來此了。”次日早上，派遣太監范弘詢問：“車駕幸臨，曷不謝？”楊士奇對答道：“皇上夜出，愚臣迨今中心惴栗未已，豈敢言謝！”數日之後，派遣范弘問：“堯當年不也微服私行么？”對答道：“陛下恩澤豈能遍洽幽隱，萬一有怨夫冤卒窺伺竊發，誠不可無慮。”數天后，錦衣衛逮捕兩個強盜，此兩人曾經殺人，捕急，遂私約候駕在玉泉寺，挾弓矢伏道旁林叢中作亂。捕盜的校尉變服為盜，進入盜群，強盜沒有生疑，於是把計謀告訴，遂為錦衣衛所獲。宣宗得知后歎道：“楊士奇是愛護我的。”於是派遣范弘賜金綺。賜蹇義、楊士奇、楊榮等御制《豳風圖詩》。
九月，宛平民以地施崇國寺，請免除其稅。宣宗稱：“百姓土地為衣食之資，現在施僧，且求免稅，沒有道理。”於是命歸還給百姓。
十一月，敕賜蹇義、楊榮、楊士奇御制《喜雪歌》。太監袁琦假借公務擅遣內使，事情被發現后伏誅。

### 宣德七年（1432年）
宣德七年（1432年）二月，宣宗上御文華殿，召大學士楊士奇問道：“我記得宣德五年二月時候，曾經與你們討論體恤百姓之事，現在兩年過去了，百姓中還有需要體恤的么？”楊士奇說：“實際還有，宣德五年時候官田減租額一事，皇帝璽書已經下達，但是戶部沒有執行。”宣宗大怒稱“戶部可罪也”。楊士奇對答道：“這其實是永樂末年的舊弊病。往年朱高煦謀反，就以夏原吉為罪首，亦指此事。”宣宗稍解其怒，稱：“現在必須將此為第一要事，如果再不執行，我就加罪他們。您先嘗試說下現在當寬恤的事。”楊士奇說：“如果所在官司不能容下逃民，則逃民容易相結為非作歹。應當命令郡縣撫恤。不願歸的人，應當聽由其附籍為民，也可防範禍亂于萌芽。”“各方面郡守，事關小民安危繫。吏部往往遵循資格升受，不免賢愚之類混加雜進。請皇上自今起令京官三品以上及布政、按察使薦用官員，如果有貪污賄賂者連坐。又乞求被處於極刑的家庭中，如果真有賢子弟，也不要棄而不用。”宣宗均聽從批准。楊士奇請增加一人論此事，宣宗說：“胡濙為人謹厚，你與他密議吧。”此後楊士奇等增進十數事，宣宗大喜。
三月，宣宗賜大臣御制《猗蘭操》及《招隱詩》。
五月，宣宗在便殿觀《宋史》，稱：“宋朝監國三百餘年，最終軍事不利，爲什麽？”侍臣對答道：“宋太祖、太宗以兵定天下，其子孫率流於弱，致武備不飭。”宣宗說：“宋之君，誠失之弱。將帥雖才，亦不得展，蓋為小人所壞。大抵宋之亡，柄用小人之過也。”
六月，巡按湖廣御史朱鑒進言：“洪武年間，郡縣皆置東西南北四個倉庫，以存儲官穀，并設富民守衛，遇到水旱饑饉，倉庫可以貸糧給貧民。現在廒倉廢弛，贖穀罰金等均被一些官員掩為己有，深負朝廷仁民之意。”宣宗聽從主張，并命按察使、監察御史劾奏違法者。
七月，宣宗賜大臣御制《祖德詩》九章，並稱：“我與各位大臣思考當年祖宗創業艱難，守成不易。現在國家安定，大臣等都有榮譽啊。”又賜《織婦詞》一篇，宣宗稱：“我並非是喜好詩歌，只是過去真西山曾說：‘農桑，衣食之本也’。我作此詩歌，使人朗誦。又繪圖揭於宮掖戚里，令皆知百姓艱難，所以賦此詩。”
宣宗登萬歲山，坐于廣寒殿，稱：“這是元朝的故都。元世祖知人善任使，故能成帝業。泰定以後，享祚不久。元顺帝荒淫，紀綱蕩然。假如其能够守祖宗之法，天下豈能成为我的！”侍臣頓首道：“这是桀紂之跡，殷周之鑒也。”
八月，宣宗釋故城縣丞陳銘復任。当时，宣宗听闻內官奉使者，多貪縱為民害。当时派遣太監劉寧清謹，命同御史馳往各郡，盡收所差內官資橐，並其人押送京師。众人归还时，路經故城縣，縣丞陳銘聽聞有內官至，不問從哪裡來，就上前打劉寧，用手擊打。御史奏丞無狀，逮捕其來。宣宗說：“縣丞固然有罪過。但我以其一時偏於所惡，姑且寬恕了他。”侍臣稱：“縱使釋放了，也不可使其恢復官職。”皇帝稱：“朕既釋放了他，他應當知錯改過了。”
同年十月，八百大甸宣慰司刁之雅貢方物，且云波勒來侵掠，遂乞求宣宗發兵討伐。宣宗稱：“八百去雲南五千里，荒服之地也，豈能勞中國為遠人役乎！” 沒有批准。

### 宣德八年（1433年）
宣德八年（1433年）正月，官員朝覲官在京，宣宗賜宴溫州府知府何文淵等七人廷中，并上次《招隱詩》。命致仕大學士黃淮與張輔、蹇義、楊士奇等十人游西苑，在萬歲山山麓賜宴。黃淮等辭歸時，宣宗又在太液池設宴送別。
四月，畿內、河南、山東、山西旱災，宣宗下詔賑災體恤百姓，并作《閔旱詩》示群臣。
八月，南海諸國獻四只麒麟，同時有景星出現在天門。少傅楊士奇等進頌，宣宗謙虛不自居，降璽書推功于天地宗廟，而激勵群臣勿自恃驕傲。
十一月，命楊士奇、楊榮在吏部考試，并引進庶官六十八人，錄其優者包括：知縣孔友諒，進士廖莊、胡莊禎、宋璉，教諭黃純、徐惟超，訓導晏升七人。命吏部改進士為庶吉士，知縣、教諭歷事六科以備用。
同年，巡撫南直隸工部侍郎周忱奏定濟農倉之法，令諸縣各設倉庫，并選拔縣官中有廉潔公正有威名且與民的賢者擔任其職。每年春天播種時候給種子糧食，秋成后歸還官家。次年，江南大旱，諸郡發濟農米賑貸，百姓殷實，不知饑。

### 宣德九年（1434年）
宣德九年（1434年）三月，廬陵民陳謙出穀一千二百石賑災饑荒，宣宗遣行人齎敕旌為義民。
九月，宣宗上朝稱：“天下雖然安定，但不可以忘記軍事。現在穡事既成，我將親帥六師，以行邊塞，整飭武備。”於是車駕發居庸關，駐蹕宣府洗馬林。晚上在御幄殿，楊士奇、楊榮侍從，宣宗問：“人君馭世之權孰重？”楊榮稱：“命德討罪。”宣宗表示贊同，稱：“然，二者天下公器。舜舉十六相，誅四凶，而天下服，以天下之好惡為好惡也。齊威王烹阿，封即墨，不以左右之好惡為好惡也。”
十二月，瓦剌順寧王脫歡使臣昂克等來朝貢，請並獻前元玉璽。宣宗降敕褒諭，并歸還其玉璽自用。當時有僧自陳修寺祝延聖壽，宣宗聽後斥責反對。

### 宣德十年（1435年）
宣德十年（1435年）正月，宣宗駕崩。九歲的皇太子登基，為明英宗。大學士楊溥再入內閣，首先稱：“聖明的帝王，沒有不勤勉學習的。先帝在位時候，屢次對臣等勸學東宮，這遺言之音仍在。英宗剛等寶位，必須明堯舜、唐虞的王道與治理。乞求早開經筵，擇老成識大體者輔導。太皇太后、皇太后，為英宗慎選左右侍從之臣，涵養本源，輔成德性。”張太皇太后聽後表示稱讚。當時太監王振在青宮舊侍，英宗即位，命其掌司禮監。一日，太皇太后在便殿而坐，英宗向西面站立，召見楊士奇、楊榮、楊溥、張輔、胡濙道：“你們這些老臣，現在皇帝仍然年輕，希望你們同心協力，共安社稷。”又召見楊溥上前道：“先帝每次都念及你的忠誠，屢次憂愁歎息，不想今天還能看到您。”楊溥伏地而哭，太皇太后亦哭，左右皆感悲愴。當時朱棣巡視北京，命太子朱高熾監國，因朱棣聽信讒言，東宮官員動輒下詔獄，陳善、解縉等相繼死，而楊溥及黃淮一繫就十年。仁宗每次對皇后談其此事，動輒慘然淚下。張太皇太后又對英宗說：“這五位大臣，是三朝元老。非五人所言之事，不可以實行。”又召見王振到，欲處死。英宗跪請而得免。一年之後，張太皇太后駕崩，當時蹇義、夏元吉已經去世，而三楊相繼年老，王振開始逐漸擅政，仁宣之治所創造的基業也隨之衰退了。